# Scapheremaeus bituberculatus
Scapheremaeus bituberculatus är en kvalsterart som beskrevs av Wang 1998. Scapheremaeus bituberculatus ingår i släktet Scapheremaeus och familjen Cymbaeremaeidae. Inga underarter finns listade i Catalogue of Life.